# NGC 4315
NGC 4315 est une étoile située dans la constellation de la Vierge. L'astronome allemand Wilhelm Tempel a enregistré la position de cette étoile le 22 mars 1878.